# Choerodon gymnogenys
Choerodon gymnogenys (Günther, 1867)  è un pesce d'acqua salata appartenente alla famiglia Labridae.

## Distribuzione e habitat
Proviene dalle barriere coralline dell'oceano Pacifico e dell'oceano Indiano; proviene da Tasmania, Taiwan, Inhambane, Zanzibar, Giappone e Mozambico. Nuota tra i 5 e i 30 m di profondità in zone con fondo roccioso.

## Descrizione
Il suo corpo è leggermente compresso lateralmente, abbastanza allungato, con una colorazione non particolarmente appariscente, marrone sul dorso e arancione chiaro sul ventre. Sui fianchi sono presenti due strisce orizzontali bianche bordate di giallo. Le pinne sono dello stesso colore del corpo, non particolarmente ampie, e la pinna caudale non è biforcuta. La lunghezza massima registrata è di 20 cm.

## Biologia

### Alimentazione
La sua dieta, prevalentemente carnivora, e composta soprattutto di invertebrati acquatici come molluschi, in particolare se dotati di conchiglia, echinodermi e crostacei.

### Riproduzione
È oviparo e la fecondazione è esterna. Non ci sono cure nei confronti delle uova.

## Conservazione
Viene classificato come "dati insufficienti" (DD) dalla lista rossa IUCN perché mancano molte informazioni circa la pesca di questa specie, che comunque è diffusa in alcune aree marine protette.